# Там'є
Там'є, Аббе де Там'є (фр. Abbaye de Tamié) — м'який французький сир, що виготовляється в абатстві Там'є в департаменті Савоя.
Там'є виготовляють з непастеризованого коров'ячого молока. Голівка сиру циліндричної форми, плоска, зі злегка увігнутими всередину краями; покрита оранжево-коричневою скоринкою. М'якоть сиру кремового кольору з невеликою кількістю отворів.
Час дозрівання сиру — 4–8 тижнів, корочку сиру протягом усього періоду дозрівання промивають у розсолі. Щодня у 8 господарствах абатства виробляється близько 400 кг сиру «Аббе де Там'є».
Там'є добре плавиться, його використовують для приготування різних страв, а також для бутербродів та сендвічів. До сиру добре підходять фруктові білі вина.
Сир там'є виробляється двох видів: 
- «Петі там'є» (Petit Tamié), вага якого становить 550–600 гр.;
- «Гран там'є» (Grand Tami), вага якого 1,4–1,5 кг.